# NGC 3058A
NGC 3058A (другие обозначения — MCG -2-25-26, VV 741) — галактика в созвездии Гидра.
Этот объект не входит в число перечисленных в оригинальной редакции «Нового общего каталога» и был добавлен позднее.